# Mundierung
Als Mundierung bezeichnet man in der Diplomatik und Aktenkunde bzw. der frühneuzeitlichen Kanzleipraxis den Vorgang, bei dem der festgelegte Text eines Schriftstückes in seiner endgültigen Form zu Papier gebracht wird (Reinschrift) und damit besiegelt bzw. unterfertigt und schließlich ausgehändigt werden kann. Ein Kanzleivorsteher der federführenden Stelle weist die Schreibkraft (i. d. R. Kanzlist) zur Anfertigung der Reinschrift an, worauf dieser (i. A. des Vorstehers) mundiert. Es handelt sich also um einen Nachweis über die erfolgte Reinschrift.

## Quelle
- Amtliche Aktenkunde der Neuzeit
- Institut für Österreichische Geschichtsforschung
- Bresslau, Harry: Handbuch der Urkundenlehre für Deutschland und Italien, Band 1, S. 317. Berlin 1969, De Gruyter